# ヨール

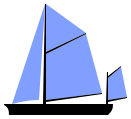
ヨールの帆装図

ヨール（蘭: jol、英: yawl）は、帆船の一種。ケッチやスクーナーなどの他の帆船と比べ、縦帆のミズンセイルが船尾に配置されていることが特徴的。

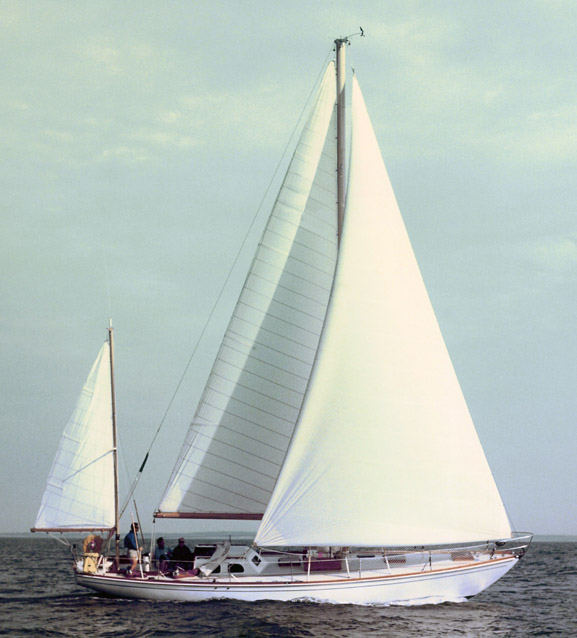
ヨール

ヨールはケッチと混同されることが多い。ともに船体の中ほどにメインマストを持ち、それより低いミズンマストを船体の後方に持つ。一般的にこの2つは、ミズンマストの位置と用途によって分類される（ケッチ#類似した帆装を参照）。
ヨールは当初、商業用の釣り船として登場した。全盛期には世界一周を達成したジョシュア・スローカムやフランシス・チチェスターらをはじめとする多くの航海士から人気を得ていた。これは片手で操帆できる扱いやすさから、方位磁針の指し示す方向へ正確に進むことが容易であったためだが、自動操縦やナビゲーションシステムの発達により需要が減っていった。